# بارتون (کالیفرنیا)
بارتون (به انگلیسی: Barton) یک منطقهٔ مسکونی در ایالات متحده آمریکا است که در شهرستان آمادور، کالیفرنیا واقع شده‌است. بارتون ۹۹۷ متر بالاتر از سطح دریا واقع شده‌است.